# Alexander Rudzinski
Alexander Rudzinski (* 1960 in Brooklyn, New York) ist ein deutscher Radiomoderator US-amerikanischer Herkunft.

## Leben
Alexander Rudzinski kam 1985 nach Deutschland und arbeitete von 1986 bis 1994 als Spezialist für Car-HiFi und Auto-Alarmanlagen. Später arbeitete er im Catering für Sat.1, wo ihm eine Fernsehrolle als Amokläufer angeboten wurde. Seitdem trägt Rudzinski den Spitznamen „Amok Alex“.

## Arbeit
2001 startete Rudzinski bei dem Sender Project 89.0 Digital und moderierte als Amok Alex gemeinsam mit Sascha Polzin die Morgenshow. Er trug maßgeblich zum Erfolg des neu gegründeten Senders bei. 2002 wechselte er zu Deltaradio und trug auch dort zu einem Hörerwachstum bei. Ab 2004 moderierte Rudzinski bei Radio 21 die Morgenshow.  2007 wechselte er zu Project reloaded, einem Senderprojekt, das an den 2003 in 89.0 RTL unbenannten Sender Project 89.0 Digital anknüpfen wollte, inzwischen aber eingestellt wurde. Hier moderierte er nachmittags die Amok-Alex-Show.
In den 2010er Jahren war Rudzinski als Amok Alex ständiger Gast beim Kulturstudio und der von diesem gesponserten „Amok Alex & Frank Stoner Show“, wo er sich über globale Verschwörungstheorien unterhielt.